# Barton (wieś w Vermont)
Barton – wieś (village) w Stanach Zjednoczonych, w stanie Vermont, w hrabstwie Orleans, w gminie (town) Barton.